# 現代政治の思想と行動
『現代政治の思想と行動』（げんだいせいじのしそうとこうどう）は、丸山眞男が著した政治学の研究書。「丸山政治学」のバイブルと呼ばれる。

## 書誌情報
|        | 発行日                                       | 出版社 |
| ------ | -------------------------------------------- | ------ |
| 初版   | 1956年12月15日（上巻） 1957年3月30日（下巻） | 未來社 |
| 増補版 | 1964年5月30日                                | 同上   |
| 新装版 | 2006年8月15日                                | 同上   |

### 英訳版
1963年に英訳版『Thought and Behaviour in Modern Japanese Politics』（Oxford University Press）が刊行される。「超国家主義の論理と心理」、「日本ファシズムの思想と運動」、「軍国支配者の精神形態」、「日本におけるナショナリズム」、「ファシズムの諸問題」、「スターリン批判における政治の論理」、「科学としての政治学」、「肉体文学から肉体政治まで」、「政治権力の諸問題」、「現代における人間と政治」などが訳された。

## 本書の背景
1914年に生まれた丸山は戦時中に徴兵されて陸軍で勤務したが、戦後に政治学者として1946年に戦前の日本の政治構造を論じた「超国家主義の論理と心理」を発表した。これが高く評価され、戦後日本において言論界で指導的な役割を果たした。本書は丸山の戦後に発表された諸論考の中でも特に現代政治に関連する論文を取り上げてまとめたものであり、単一の内容ではなく複数の内容が並存している。その構成は近代日本におけるファシズムや軍国主義について論じた第1部現代日本の精神状況、共産主義やナショナリズムなどイデオロギーについて論じた第2部イデオロギーの政治学、そして人間と政治について論じた第3部「政治的なるもの」とその限界、以上の三部から成り立っている。
近代日本の支配体系は権威と権力を一元的に独占しており、そこでは公的領域が私的領域に対して深く浸透していた。したがって人びとは私的な活動でさえも公的な基準で判断することになる。また国家が道徳を具体化していると考えられているため、その国家活動は常に正当化されることになる。こうした倫理と権力の相互移入に基づく権力の正当化は権力志向の人間を生み出さないと同時に、権力に対する警戒心も生み出さない。支配体系において正当性の根拠である天皇との近接性こそが国家活動を駆動することになる。結果としてセクショナリズムが横行し、また、権力行使に伴うべき政治責任の観念が欠如する。近代日本において政治的中核であった天皇もまた万世一系の伝統において成り立っているものであり、必ずしも自由な主体ではなかった。こうした精神的均衡を維持するために抑圧の委譲が実施されており、それは明治以来の日本の膨張政策として発現していったのである。